# Lake City (Minnesota)
Lake City ist eine Kleinstadt, die größtenteils im Wabasha County und zu einem kleineren Teil im Goodhue County. Beide Countys liegen im Südosten des US-amerikanischen Bundesstaates Minnesota am Mississippi River. Das U.S. Census Bureau hat bei der Volkszählung 2020 eine Einwohnerzahl von 5.252 ermittelt.

## Geografie
Lake City liegt auf 44°26'44" nördlicher Breite und 92°16'14" westlicher Länge. Die Stadt erstreckt sich über eine Fläche von 11,1 km², die sich auf 11,0 km² Land- und 0,1 km² Wasserfläche verteilen.
Lake City liegt am Westufer des Lake Pepin, einer natürlichen Verbreiterung des Mississippi River, der die Grenze zum Bundesstaat Wisconsin bildet. Durch Lake City verläuft die entlang des Mississippi River führende Eisenbahnlinie der BNSF Railway. Im Zentrum der Stadt treffen der U.S. Highway 61 und der U.S. Highway 63 zusammen.
Über den Highway 61 sind es entlang des Mississippi River in nordöstlicher Richtung 124 km nach Minneapolis. In südöstlicher Richtung sind es über La Crosse, Madison und Milwaukee 593 km nach Chicago.

## Geschichte

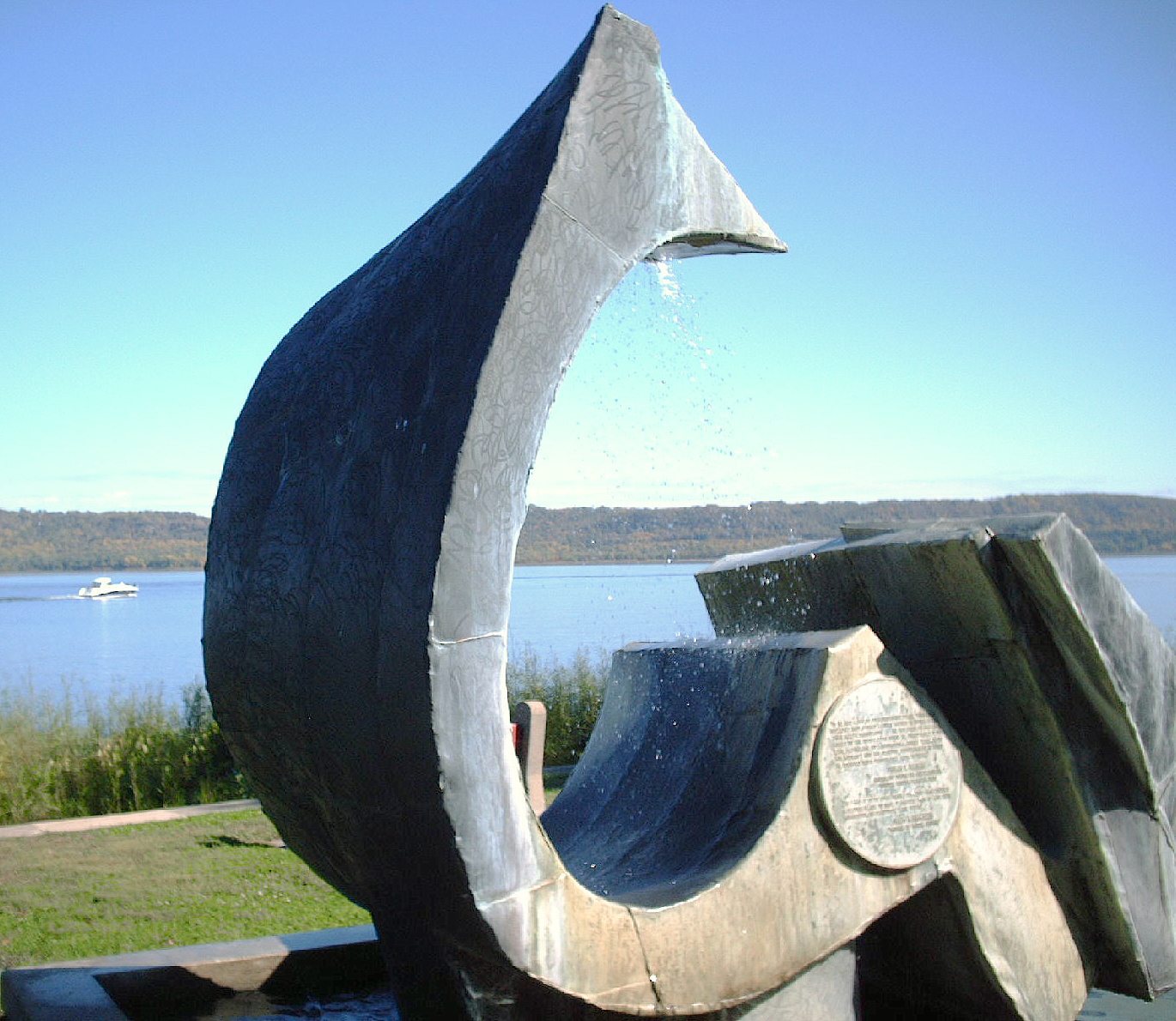
Wisserski-Denkmal in Lake City

Der aus Belgien stammende französische Missionar Louis Hennepin durchreiste im Jahre 1680 in die Gegend um den Lake Pepin.
Der erste bekannte weiße Siedler war im Jahre 1853 Jacob Boody. Eine Siedlung wurde im Jahre 1855 angelegt. Die Offiziellen des Ortes wurden 1864 seitens der Staatsregierung von Minnesota bevollmächtigt, einen Hafen und ein Zentrum für den Getreidehandel anzulegen, da der Lake Pepin vor Lake City tief genug dafür war. Das Handelsvolumen wuchs in der folgenden Zeit schnell und erreichte 1866 1,5 Millionen Dollar.
1872 wurde die Siedlung offiziell zur Stadt erhoben. Heute ist Lake City vor allem ein Zentrum für Tourismus und Wassersport. Lake City gilt als Entstehungsort des Wasserski.

## Demografische Daten
Bei der Volkszählung im Jahre 2010 wurde eine Einwohnerzahl von 4950 ermittelt. Diese verteilten sich auf 2131 Haushalte in 1402 Familien. Die Bevölkerungsdichte lag bei 450,8/km². Es gab 2347 Gebäude, was einer Bebauungsdichte von 213,7/km² entspricht.
Die Bevölkerung bestand im Jahre 2000 aus 96,81 % Weißen, 0,63 % Afroamerikanern, 0,40 % Indianern, 1,11 % Asiaten und 0,28 % anderen. 0,77 % gaben an, von mindestens zwei dieser Gruppen abzustammen. 2,22 % der Bevölkerung bestand aus Hispanics, die verschiedenen der genannten Gruppen angehörten.
22,8 % waren unter 18 Jahren, 6,4 % zwischen 18 und 24, 26,1 % von 25 bis 44, 24,8 % von 45 bis 64 und 19,9 % 65 und älter. Das durchschnittliche Alter lag bei 41 Jahren. Auf 100 Frauen kamen statistisch 93,1 Männer, bei den über 18-Jährigen 89,9.
Das durchschnittliche Einkommen pro Haushalt betrug $40.637, das durchschnittliche Familieneinkommen $47.146. Das Einkommen der Männer lag durchschnittlich bei $35.321, das der Frauen bei $24.799. Das Pro-Kopf-Einkommen belief sich auf $20.944. Rund 3,2 % der Familien und 6,0 % der Gesamtbevölkerung lagen mit ihrem Einkommen unter der Armutsgrenze.

## Persönlichkeiten

### Söhne und Töchter der Stadt
- Taylor Heise, US-amerikanische Eishockeyspielerin